# Askerhallen
Askerhallen er en skøjtebane og en af flere sportsfaciliteter, der er i Risenga Idrettspark ved Risenga i Asker. Brugere er Frisk Asker Ishockey og Asker Kunstløpklubb.
I januar 1968 ønskede landmand og ishockeyentusiast Bjørn Mortensen at tage initiativ til at bygge en skøjtebane ved Risenga i Asker. I marts samme år havde arkitekt Aksel Froth en model af skøjtebanen klar. Askerhallen blev åbnet søndag den 31. august 1969, men i maj 1972 blev Askerhallen hårdt beskadiget i en brand. "Nye Askerhallen" blev åbnet i 1973 og overtaget af kommunen i 1975.